# George Alcock

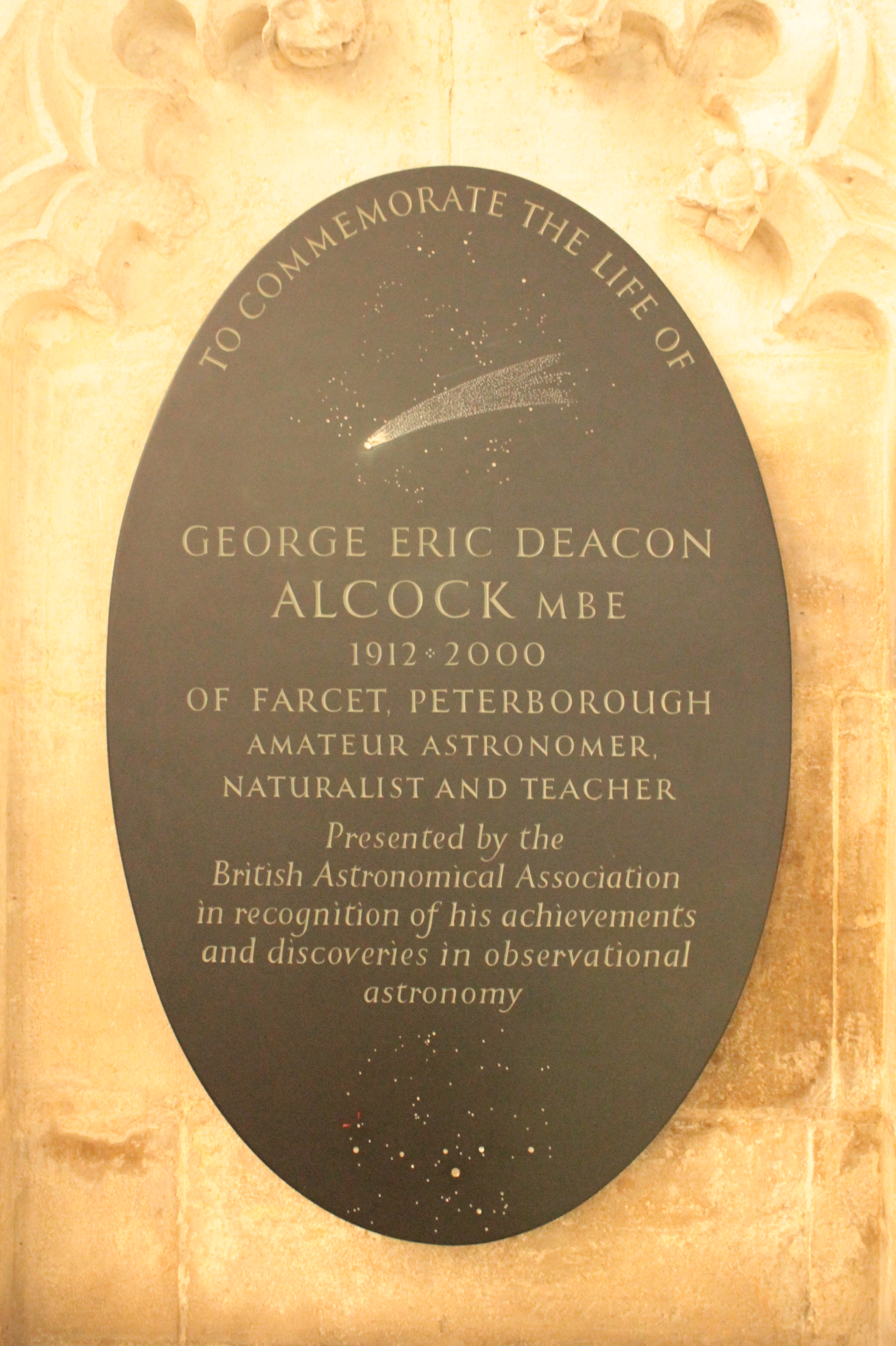
Tablica upamiętniająca George’a Alcocka, Katedra Peterborough

George Eric Deacon Alcock (ur. 28 sierpnia 1912 w Peterborough, zm. 15 grudnia 2000) – brytyjski nauczyciel, astronom amator, odkrywca pięciu komet i pięciu gwiazd nowych.

## Życiorys
Obserwował niebo przez 65 lat. Odkryć dokonywał metodą obserwacji wizualnych za pomocą teleskopu oraz dużej lornetki przeciwlotniczej na statywie. Miał fotograficzną pamięć – z biegiem lat zapamiętał pozycje około 30 tysięcy gwiazd i 500 mglistych obiektów widocznych na nocnym niebie przez jego sprzęt obserwacyjny (mgławic, galaktyk i gromad gwiazd). Inne jego pasje, którym poświęcał więcej czasu niż astronomii, to botanika, obserwacje ptaków i architektura kościelna.
Początkowo zajmował się obserwacjami meteorów i rojów meteorów, w 1931 roku przystąpił do sekcji meteorów Brytyjskiego Stowarzyszenia Astronomicznego (BAA). W 1933 założył swoją własną stację meteorologiczną, by móc lepiej przewidywać optymalne czasy dla obserwacji meteorów. W 1936 roku został pełnoprawnym członkiem BAA.
W czasie II wojny światowej służył w RAF jako operator łączności m.in. w Afryce Północnej i we Włoszech.
W latach 50. wartość wizualnych obserwacji meteorów znacząco spadła ze względu na obserwacje radarowe prowadzone w Obserwatorium Jodrell Bank, toteż Alcock postanowił zająć się bardziej przydatnymi obserwacjami. W 1953 roku zajął się poszukiwaniem komet, a dwa lata później postanowił rozszerzyć swoje poszukiwania o gwiazdy nowe. Swoją pierwszą kometę odkrył 25 sierpnia 1959 roku, otrzymała ona oznaczenie C/1959 Q1 (Alcock) – była to pierwsza kometa odkryta z terenu Wielkiej Brytanii od odkrycia Williama Fredericka Denninga z 1894 roku. Drugą kometę Alcock odkrył pięć dni później – C/1959 Q2 (Alcock). 8 lipca 1967 roku dostrzegł swoją pierwszą gwiazdę nową – Nova Delphini 1967. Pozostałe odkryte przez niego komety to: C/1963 F1 (Alcock), C/1965 S2 (Alcock), C/1983 H1 (IRAS-Araki-Alcock) – w tym ostatnim przypadku był jednym z niezależnych współodkrywców. Pozostałe odkryte przez niego gwiazdy nowe to: LV Vul (w 1968), V368 Sct (1970), NQ Vul (1976) i V838 Her (1991).
Zmarł w szpitalu 15 grudnia 2000 roku.

## Nagrody, wyróżnienia i upamiętnienie
- członkostwo w Królewskim Towarzystwie Astronomicznym, Królewskim Towarzystwie Geograficznym i Królewskim Towarzystwie Meteorologicznym (1957)[4]
- trzykrotnie (jako jedyny w historii) Merlin Medal od Brytyjskiego Stowarzyszenia Astronomicznego (1961, 1972, 1992)[3]
- Medal Jackson-Gwilt od Królewskiego Towarzystwa Astronomicznego (1963)[3]
- Goodacre Award od Brytyjskiego Stowarzyszenia Astronomicznego (1976)[3]
- Kawaler Orderu Imperium Brytyjskiego (MBE, 1979)[3]
- członkostwo w New York Academy of Sciences (1992)[3]
- Na jego cześć nazwano planetoidę (3174) Alcock[5].
- W 1996 roku wydawnictwo Genesis Publications opublikowało jego biografię pt. Under an English Heaven: The Life of George Alcock, autorstwa Kay Williams[3][6].

## Życie prywatne
W 1941 poślubił Mary Green, również nauczycielkę. Jego żona zmarła w 1991 roku. Nie mieli dzieci.